# Panellinios Idrottsförening
O Panellinios Idrottsförening, ou simplesmente Panellinios IF, é um clube de futebol da Suécia fundado em 2002. Sua sede fica localizada em Estocolmo.